# Asplenium subaequilaterale
Asplenium subaequilaterale är en svartbräkenväxtart som först beskrevs av Bak., och fick sitt nu gällande namn av Georg Hans Emmo Wolfgang Hieronymus. Asplenium subaequilaterale ingår i släktet Asplenium och familjen Aspleniaceae. Inga underarter finns listade.